# سارة ألان
سارة ألان (بالإنجليزية: Sarah Allan)‏ هي مؤرخة أمريكية، ولدت في 1945.